# 多聞寺 (神戸市垂水区)
多聞寺（たもんじ）は、兵庫県神戸市垂水区多聞台にある天台宗の寺院。山号は吉祥山。本尊は毘沙門天。境内の弁天池の曲橋とカキツバタの花は「こうべ花の名所」の一つに数えられている。

## 歴史
貞観2年（860年）ごろ清和天皇の敕命で、平安時代前期の天台宗の僧、慈覚大師円仁（794年- 864年）によって開かれたと伝えられる。創建後120年で天災のため焼失し、花山天皇の命で明観上人により再興された。本堂は正徳2年（1712年）に再建された。なお、この寺は盛衰を繰り返し、盛時には多くの寺領を有したと伝えられ、江戸時代には江戸幕府から朱印状与えられていた。

## 文化財
- 重要文化財（国指定）[3]
  - 木造阿弥陀如来坐像（1901年8月2日指定）
  - 木造日光菩薩・月光菩薩立像（1901年8月2日指定）

## 札所観音霊場
- 明石西国三十三ヶ所観音霊場
- 第23番 - 池上山福林寺：札所本尊 聖観世音菩薩
- 第29番 - 吉祥山寺毘沙門堂多聞寺観音堂
  - 札所本尊：聖観世音菩薩
- 神戸十三仏霊場 第10番 - 札所本尊：阿弥陀如来

## 年中行事
- 1月1日 - 3日：初詣
- 1月5日：修正会結願（鬼追い会式）
- 2月：節分会
- 5月第2日曜日：観華会・天台声明法要
- 12月大晦日：除夜の鐘

## アクセス

### 公共交通機関
- JR西日本山陽本線舞子駅から神戸市バス・山陽バス54系統（学園都市駅行き）で「多聞寺前」下車。
- 神戸市営地下鉄西神・山手線学園都市駅から神戸市バス・山陽バス54系統（舞子駅行き）で「多聞寺前」下車。

### 自家用車
- 第二神明道路高丸ICあるいは大蔵谷ICから約10分。
- 神戸淡路鳴門自動車道布施畑ICから約15分。
- 国道2号 舞子駅前交差点から北へ約10分。

## 所在地
- 兵庫県神戸市垂水区多聞台二丁目2-75

## 写真

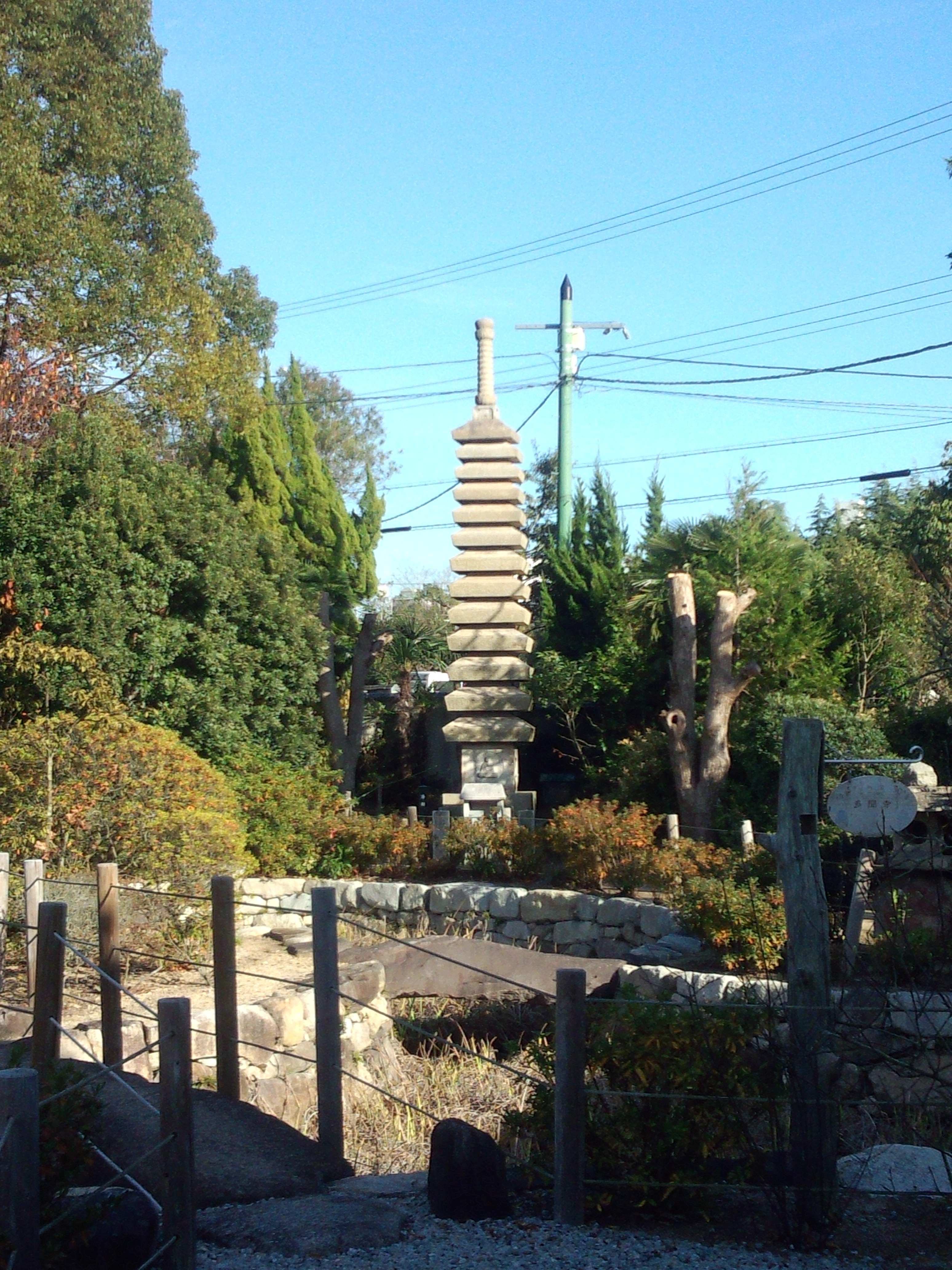
石塔